# 在大學路賣春的女高生被碎屍後還在大學路
《在大學路賣春的女高生被碎屍後還在大學路》（韓國語：／ Daehangnoëseo Maechunhadaga Tomaksalhae Danghan Yeogosaeng Ajik Daehangnoë Itda */?），2000年12月30日首映的電影，片長只有63分鐘。電影由南紀雄擔任編劇、攝影及監製，並由Indiestory、Intz.com及東成藝術中心發行，曾獲多個電影獎項提名。
該電影特別之處不是其敏感題材或創意拍攝，而是韓國電影史上片名最長的電影：若不計算用作分詞的空白的話，片名長27個韓字。這個「榮譽」從2008年3月獲得到現在。因此，在當時不少影評在講述這部電影時，都只是簡略地用「大學路...」來表示。稍後另一部電影《同感》亦在其中舖排有一部作品名稱長得沒有人記得的舞台劇，用來揶揄這一部電影。

## 故事大綱
一個女高中生在韓國首都首爾的大學路進行援助交際，但被她的老師發現。為求老師守口如瓶，女高生願意為老師提供性服務。不過，女高生後來發現她懷孕了，所以去找老師算帳。為了防止女高生把他告發，老師僱了兩個打手去把女高生碎屍。不過，她的屍體卻被一個由一位變態科學家領導的秘密組織救回性命。之後，她再次回到大學路，但變成了一部殺人機械。另一方面，她對於這種殺人生活感到非常痛苦，所以經常都想找殺她的老師來報復。

## 演員陣容
- 李素閏 飾 女高生
- 金大通 飾 男教師

## 外部連結
- 韓國映畫相關簡介（页面存档备份，存于）
- 官方網址：http://daehakro.intz.com（页面存档备份，存于） （已失效）